# EULEX
Misija vladavine prava Europske unije na Kosovu (EULEX KOSOVO) misija je policije i civilne administracije Europske unije (EU) koja bi omogućila provođenje moguće neovisnosti Kosova po planu Marttija Ahtisaarija. Misija uključuje 2250 međunarodnih i lokalnih policajaca, tužitelja i sudaca.

## Sastav i stvaranje misije
Vijeće Europske unije je 16. veljače 2008. donijelo konačnu odluku o pokretanju „Misija vladavine prava EU na Kosovu - EULEX Kosovo“ uz suzdržanost Cipra.
Srbija se protivila dolasku misije i proglasila ju je nelegalnom.
U studenom 2008., EU je prihvatila zahtjeve vlade Republike Srbije da ne implementira plan Marttija Ahtisaarija pomoću EULEX-a i da ostane neutralna u pogledu statusa Kosova. Za uzvrat, EULEX su prihvatili Srbija i Vijeće sigurnosti Ujedinjenih naroda.
Osim svih 28 zemalja članica EU, u misiju su uključene Turska, Švicarska, Norveška, Kanada i Sjedinjene Američke Države. Hrvatska je u misiji sudjelovala od samog početka, i dok još nije bila članica EU
EULEX je u potpunosti postao operativan u travnju 2009. godine, a mandat misije EULEX je istjecao 14. lipnja 2014. U travnju 2014. mandat je produljen do lipnja 2016., a kasnije je produljen do lipnja 2018. i 2021. godine.

## Djelovanje misije
EULEX podržava Kosovo na njegovom putu ka većoj europskoj integraciji u oblasti vladavine prava. EULEX-ove vještine i ekspertiza se koriste kako bi se podržali glavni ciljevi Europske unije u procesu liberalizacije viznog režima, studija izvodljivosti i dijaloga između Kosova i Srbije. Pored toga, EULEX podržava Strukturirani dijalog u području vladavine prava, kojim predvodi Bruxelles. EULEX nastavlja biti usredotočen na borbu protiv korupcije i blisko surađuje s lokalnim partnerima na postizanju održivosti i najboljih praksi EU na Kosovu. EULEX smatra uspostavljanje vladavine prava na sjeveru Kosova prioritetom.
Misija je podijeljena na dva sektora: Izvršni sektor i Sektor za jačanje. Izvršni sektor radi na istragama, krivičnim gonjenju i donošenju presuda u osjetljivim predmetima, provodeći svoje izvršne nadležnosti. Sektor za osnaživanje nadgleda, podučava i savjetuje lokalne partnere u području policije, pravosuđa i carine.

## Vanjske poveznice
- EULEX-Kosovo  Arhivirana inačica izvorne stranice od 31. listopada 2013. (Wayback Machine), službene stranice (srpski)